# Guro-gu
Guro-gu  (Hangul: 구로구, Hanja 九老區:, Hán Việt: Cửu Lão Khu) là một quận (gu) của thủ đô Seoul, Hàn Quốc. Quận này có diện tích 20,11 km2, dân số 416.405 người, nằm ở tây nam của Seoul. Quận này có vị trí giao thông quan trọng nối phần còn lại của thành phố với phía nam đất nước. Quận được chia ra 19 phường (dong).

## Phân cấp hành chính
Quận Guro gồm có 15 haengjeong-dong

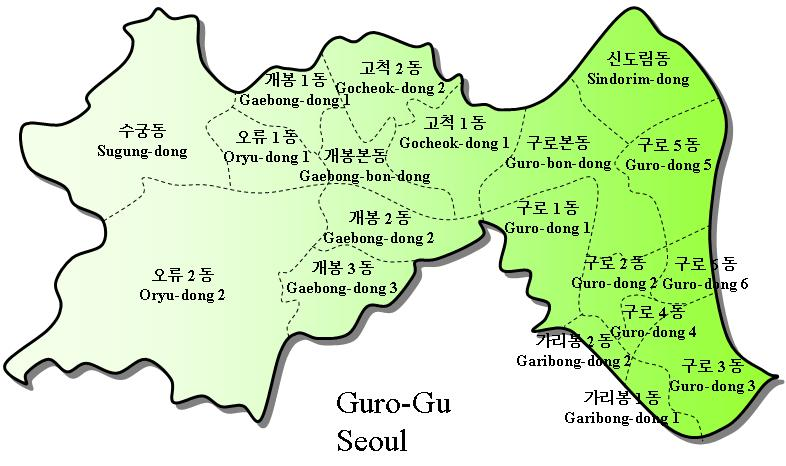
15 dong của Quận Guro

- Garibong-dong (가리봉동 加里峰洞 Gia Lý Phong động)
- Gaebong-dong (개봉동 開峰洞 Khai Phong động), chia thành Gaebong Dong 1, 2, 3
- Gocheok-dong (고척동 高尺洞 Cao Xích động), chia thành Gocheok Dong 1, 2
- Guro-dong (구로동 九老洞 Cửu Lão), chia thành Guro dong 1, 2, 3, 4, 5
- Oryu-dong (오류동 梧柳洞 Ngô Liễu động), chia thành Oryu Dong 1, 2
  - Cheonwang-dong (천왕동 天旺洞 Thiên Vượng động), beopjeong-dong thuộc hangjeong-dong, Oryu2-dong
  - Hang-dong (항동 航洞 Hàng động), beopjeong-dong thuộc hangjeong-dong, Oryu2-dong
- Sugung-dong (수궁동 水宮洞 Thủy Cung động)
  - Gung-dong (궁동 宮洞 Cung động)), beopjeong-dong
  - Onsu-dong (온수동 溫水洞 Ôn Thủy động), beopjeong-dong
- Sindorim-dong (신도림동 新道林洞 Tân Đạo Lâm động)

## Vận chuyển

### Đường sắt
Korail
- Tàu điện ngầm vùng thủ đô Seoul tuyến số 1 (Tuyến Gyeongbu)
(Yeongdeungpo-gu) ← Sindorim — Guro → (Geumcheon-gu)
- Tàu điện ngầm vùng thủ đô Seoul tuyến số 1 (Tuyến Gyeongin)
(Yeongdeungpo-gu) ← Sindorim — Guro — Guil — Gaebong — Oryu-dong — Onsu → (Bucheon)

Seoul Metro
- Tàu điện ngầm Seoul tuyến số 2 (Tuyến vòng)
(Dongjak-gu) ← Phức hợp kỹ thuật Guro — Daerim — Sindorim → (Yeongdeungpo-gu)
- Tàu điện ngầm Seoul tuyến số 2 Nhánh Sinjeong
Sindorim — Dorimcheon → (Yangcheon-gu)
- Tàu điện ngầm Seoul tuyến số 7
(Yeongdeungpo-gu) ← Namguro → (Geumcheon-gu) — (Gwangmyeong) ← Cheonwang — Onsu → (Bucheon)